# Pablo Vergara
Pablo Nicolás Vergara Martínez (Neuquén, 15 de septiembre de 1988) es un futbolista argentino que actualmente forma parte de la plantilla del club Deportivo Rincón. Su posición natural es la de delantero.

## Trayectoria
Se inició en el 2001 en Atlético Maronense de Neuquén, siendo fichado más tarde por Raúl Wesel para traerlo en 2005 al "Taladro".
Comenzó en las inferiores de Banfield desde ya muy chiquito. Hizo su debut el 14 de abril de 2008 en un partido 0 a 0 frente a Gimnasia y Esgrima La Plata. Al año siguiente, es decir en 2009, se gana un puesto en el equipo debido a sus grandes actuaciones. El 13 de diciembre obtiene el logro más importante de su carrera futbolística cuando se coronó campeón del Torneo Apertura. Permaneció en el club hasta 2010 y debido a la poca continuidad, abandona la institución del sur. En julio de 2010 arribó a préstamo a Chacarita Juniors por 1 temporada. Luego a mediados de 2011 ficha para San Martín de Tucumán. En julio de 2012 es fichado por Guillermo Brown de Puerto Madryn para jugar el Torneo Argentino A. En julio de 2013 el jugador cambia de aires y se suma al plantel de Unión La Calera de la Primera División de Chile

## Clubes
| Club                         | País      | Año           | PJ | Goles |
| ---------------------------- | --------- | ------------- | -- | ----- |
| Banfield                     | Argentina | 2008-2010     | 21 | 0     |
| Chacarita Juniors (préstamo) | Argentina | 2010-2011     | 9  | 0     |
| San Martín de Tucumán        | Argentina | 2011-2012     | 10 | 2     |
| Guillermo Brown              | Argentina | 2012-2013     | 28 | 4     |
| Unión La Calera              | Chile     | 2013-2014     | 32 | 1     |
| Boca Unidos                  | Argentina | 2014-2017     | 57 | 2     |
| Almagro                      | Argentina | 2017-2018     | 28 | 2     |
| Cipolletti                   | Argentina | 2018-2019     | 22 | 7     |
| Unión San Felipe             | Chile     | 2019          | 1  | 0     |
| Cipolletti                   | Argentina | 2019-20       | 11 | 0     |
| Unión San Felipe             | Chile     | 2020          | 25 | 0     |
| Cobreloa                     | Chile     | 2021          | 6  | 0     |
| Santiago Morning             | Chile     | 2021          | 7  | 1     |
| Lautaro de Buin              | Chile     | 2022          | 6  | 0     |
| Deportivo Rincón             | Argentina | 2023-presente |    |       |

## Palmarés

### Títulos nacionales
| Título           | Equipo   | País      | Año      |
| ---------------- | -------- | --------- | -------- |
| Primera División | Banfield | Argentina | A - 2009 |

- Datos: Q6056543